# 1/365
Метод "1/365" (pro rate temporis) — метод розрахунку незароблених премій за днями. Даний метод застосовується за кожним договором страхування окремо, коли терміни сплати страхової премії розподілені у часі довільно.
 Резерв визначається як добуток страхової премії і частки від ділення строку дії договору (у днях), який ще не закінчився, до всього терміну його дії. 

## Формула для розрахунку незароблених премій методом «1/365»
{\displaystyle UPR={\frac {Pb*(t-d)}{t}},}

де UPR - резерв незароблених премій за договором страхування; 

Pb - базова страхова премія за договором;

t - термін дії договору; 

d - число днів з моменту початку дії договору до дати розрахунку;

На підставі визначеної величини незаробленої премії за кожним договором страхування обчислюється сумарна величина резерву .

## Переваги та недоліки методу "1/365" (pro rate temporis)
Перевага цього методу в тому, що він дає змогу страховику на будь-яку дату визначати розмір резерву незароблених премій. Це є найбільш точний метод розрахунку. 

Недолік даного методу - трудомісткість. Його використання потребує чіткої організації роботи страховика. 

Необхідне своєчасне відображення: 
- надходження страхової премії по кожному договору страхування;
- дати укладення договору страхування;
- дати, коли договір страхування набирає чинності;
- дати його закінчення; строку дії договору страхування.

У страховиків, що укладають велику кількість договорів, опрацювання даних без використання сучасних технічних засобів потребує багато часу й зусиль. Для швидкого обліку та опрацювання даних необхідно застосовувати системи програмного забезпечення .

## Приклад розв'язання задач методом "1/365" (pro rate temporis).
Задача: страхова компанія уклала договори страхування транспортних засобів на різні терміни. Розрахунок величини незаробленої премії на звітну дату за цими договорами з урахуванням даних про тривалість договорів та надходження страхових премій наведено в таблиці. 
| Договір страхування | Розмір страхової премії | Термін дії договору страхування, днів | Кількість днів, що минули з моменту набрання договором чинності на звітну дату | Незароблена премія |
| ------------------- | ----------------------- | ------------------------------------- | ------------------------------------------------------------------------------ | ------------------ |
| 1                   | 15000                   | 365                                   | 200                                                                            | 6780,8             |
| 2                   | 25100                   | 365                                   | 182                                                                            | 12584,4            |
| 3                   | 13020                   | 183                                   | 38                                                                             | 10316              |
| 4                   | 5158                    | 183                                   | 45                                                                             | 3889,6             |
| 5                   | 4878                    | 91                                    | 71                                                                             | 1072,1             |
| 6                   | 2225                    | 91                                    | 40                                                                             | 1246,9             |
| Разом               |                         |                                       |                                                                                | 35890,2            |

Користуючись вищенаведеною формулою, розраховуємо розмір незароблених премій за договором страхування №1:

UPR = 15 000 х (365 — 200) : 365 = 6780,8 (грн.)